# Matelea hispida
Matelea hispida är en oleanderväxtart som först beskrevs av William Jackson Hooker och Arn., och fick sitt nu gällande namn av N.M.Bacigalupo. Matelea hispida ingår i släktet Matelea och familjen oleanderväxter. Inga underarter finns listade i Catalogue of Life.